# Avon (Maine)
Avon és una població dels Estats Units a l'estat de Maine (EUA). Segons el cens del 2000 tenia 504 habitants.

## Demografia
Segons el cens del 2000, Avon tenia 504 habitants, 202 habitatges, i 144 famílies. La densitat de població era de 4,7 habitants per km².
Dels 202 habitatges en un 32,7% hi vivien nens de menys de 18 anys, en un 50,5% hi vivien parelles casades, en un 14,4% dones solteres, i en un 28,7% no eren unitats familiars. En el 20,3% dels habitatges hi vivien persones soles el 8,9% de les quals corresponia a persones de 65 anys o més que vivien soles. El nombre mitjà de persones vivint en cada habitatge era de 2,5 i el nombre mitjà de persones que vivien en cada família era de 2,87.
Per edats la població es repartia de la següent manera: un 26,4% tenia menys de 18 anys, un 6,2% entre 18 i 24, un 29,4% entre 25 i 44, un 25,4% de 45 a 60 i un 12,7% 65 anys o més.
L'edat mediana era de 39 anys. Per cada 100 dones de 18 o més anys hi havia 94,2 homes.
La renda mediana per habitatge era de 29.722 $ i la renda mediana per família de 32.250 $. Els homes tenien una renda mediana de 28.125 $ mentre que les dones 16.696 $. La renda per capita de la població era de 15.573 $. Entorn del 18,4% de les famílies i el 20% de la població estaven per davall del llindar de pobresa.